# Mashrabiya

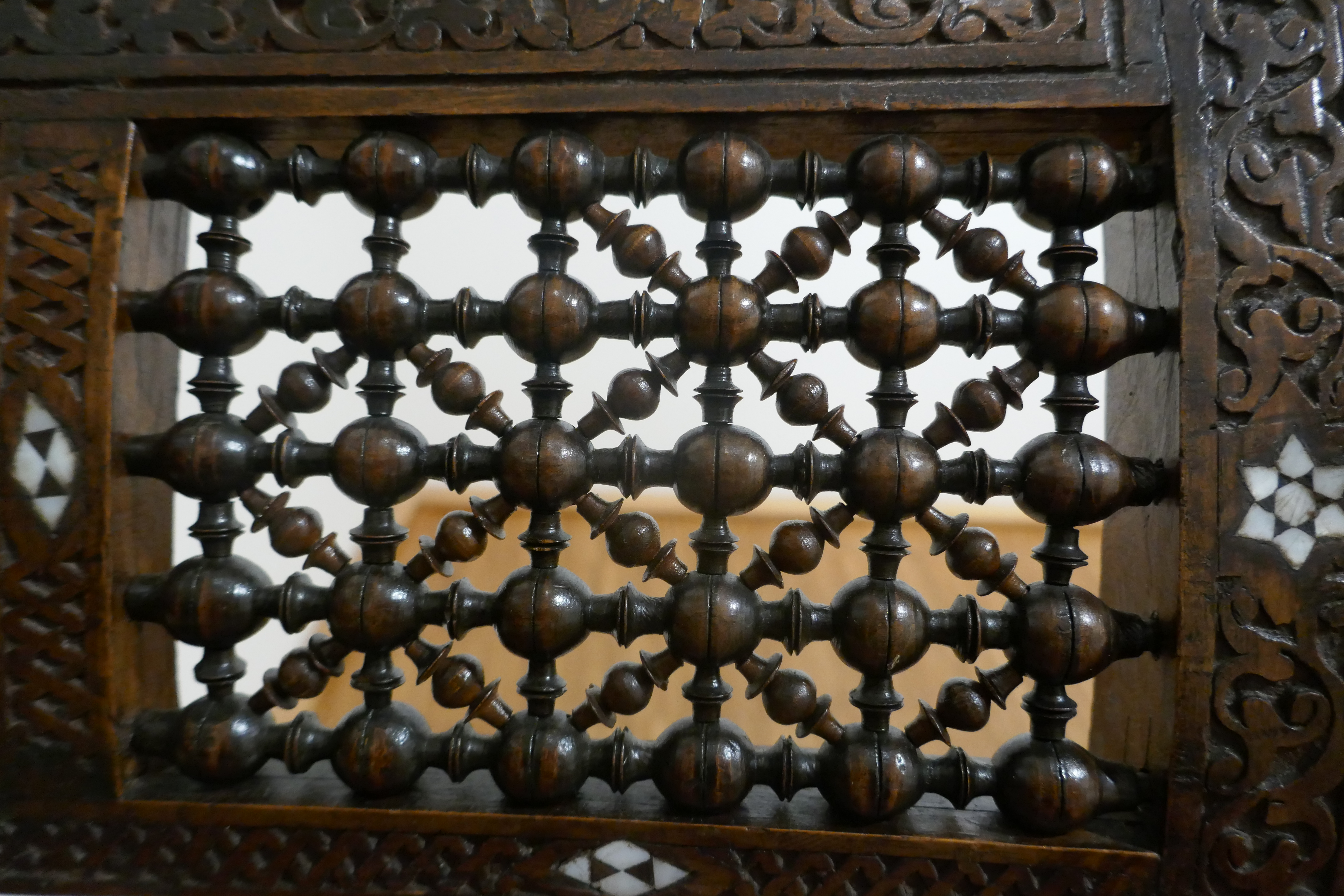
Mashrabiya

Mashrabiya (in het Arabisch: مشربية) is de Arabische naam voor decoratieve roosters die traditioneel uit gedraaide houten staven en bollen zijn samengesteld. In de islamitische architectuur wordt mashrabiya toegepast als afscherming in ramen, deuren en erkers van huizen, moskeeën en paleizen.
Ook binnenshuis wordt mashrabiya gebruikt bij de creatieve vormgeving van meubels, schermen of andere delen van een interieur. De oorsprong van mashrabiya is niet bekend; vermoedelijk ontstond het in de middeleeuwen in Egypte en verspreidde zich van hieruit verder naar andere islamitische landen. Vergelijkbare bouwelementen in de Indische architectuur worden jali's genoemd.

## Vervaardiging
Mashrabiya is traditioneel samengesteld uit gedraaide stukken hout die in geometrische patronen zijn gerangschikt. De delen bezitten gaten en pennen en worden los in elkaar gestoken, zonder gebruik van spijkertjes of lijm. Een eenvoudig patroon is een vierkant rooster met bollen en loodrecht op elkaar staande staven. Hier kunnen de delen gemakkelijk worden gerangschikt en bovendien kunnen hier ook lange, samenhangend gedraaide stukken hout worden gebruikt. Een stabieler en veel voorkomend patroon is een rooster waarbij de bollen ook diagonaal met staven met elkaar zijn verbonden. Zo'n patroon kan alleen met losse bollen en staven in elkaar worden gezet.

## Functie
Mashrabiya dient er toe, om ruimtes tegen direct zonlicht te beschermen. Bovendien zorgt het ervoor dat lucht kan doorstromen en verhindert directe inkijk. In woongebouwen wordt mashrabiya meestal aan de straatzijde vanaf de eerste verdieping gebruikt. Net als bij een jaloezie kan men erdoor naar buiten kijken zonder zelf te worden gezien. Dit is ook de reden waarom het veel bij erkers wordt toegepast.

## Afbeeldingen

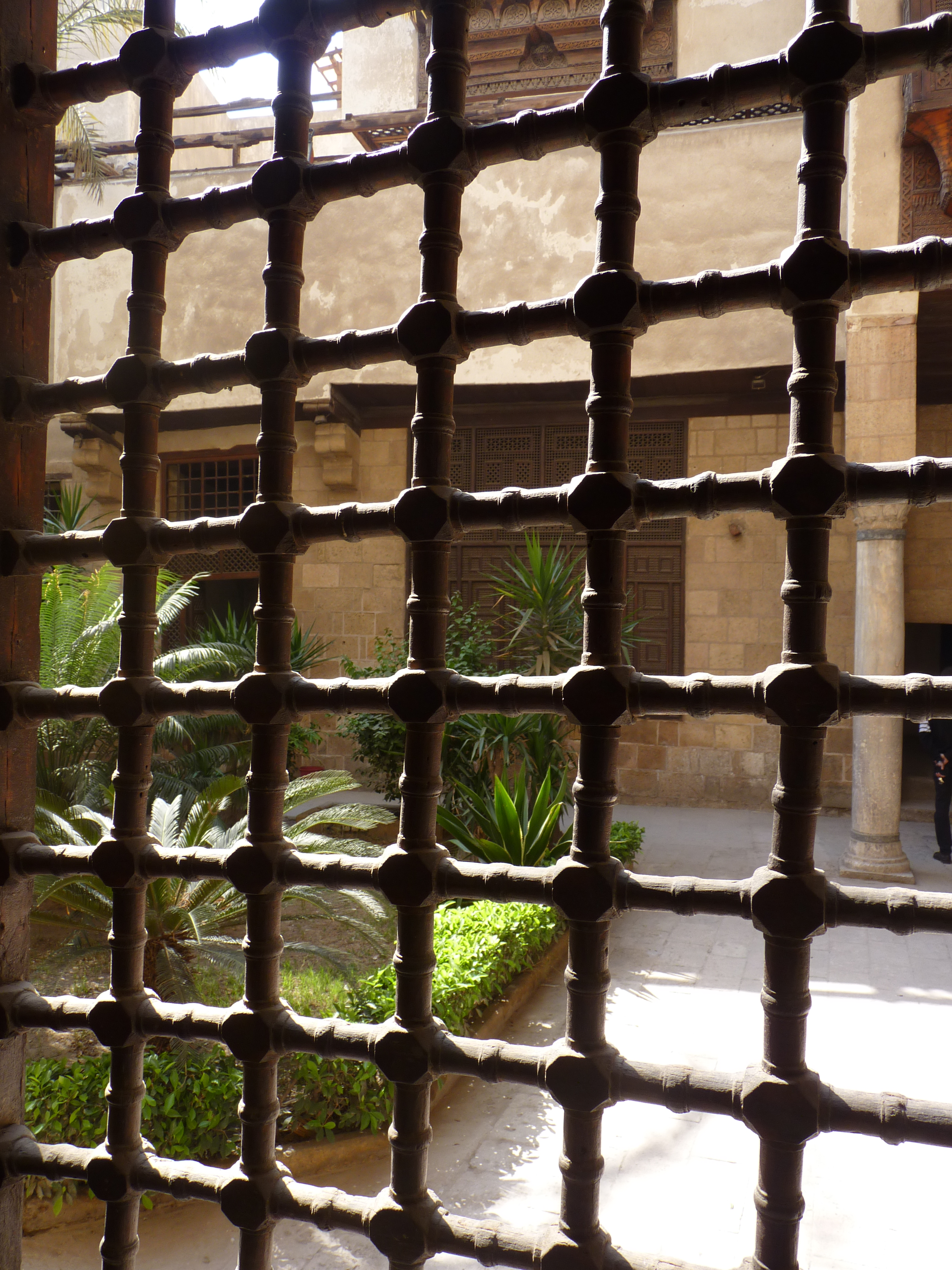
Eenvoudig mashrabiya-patroon
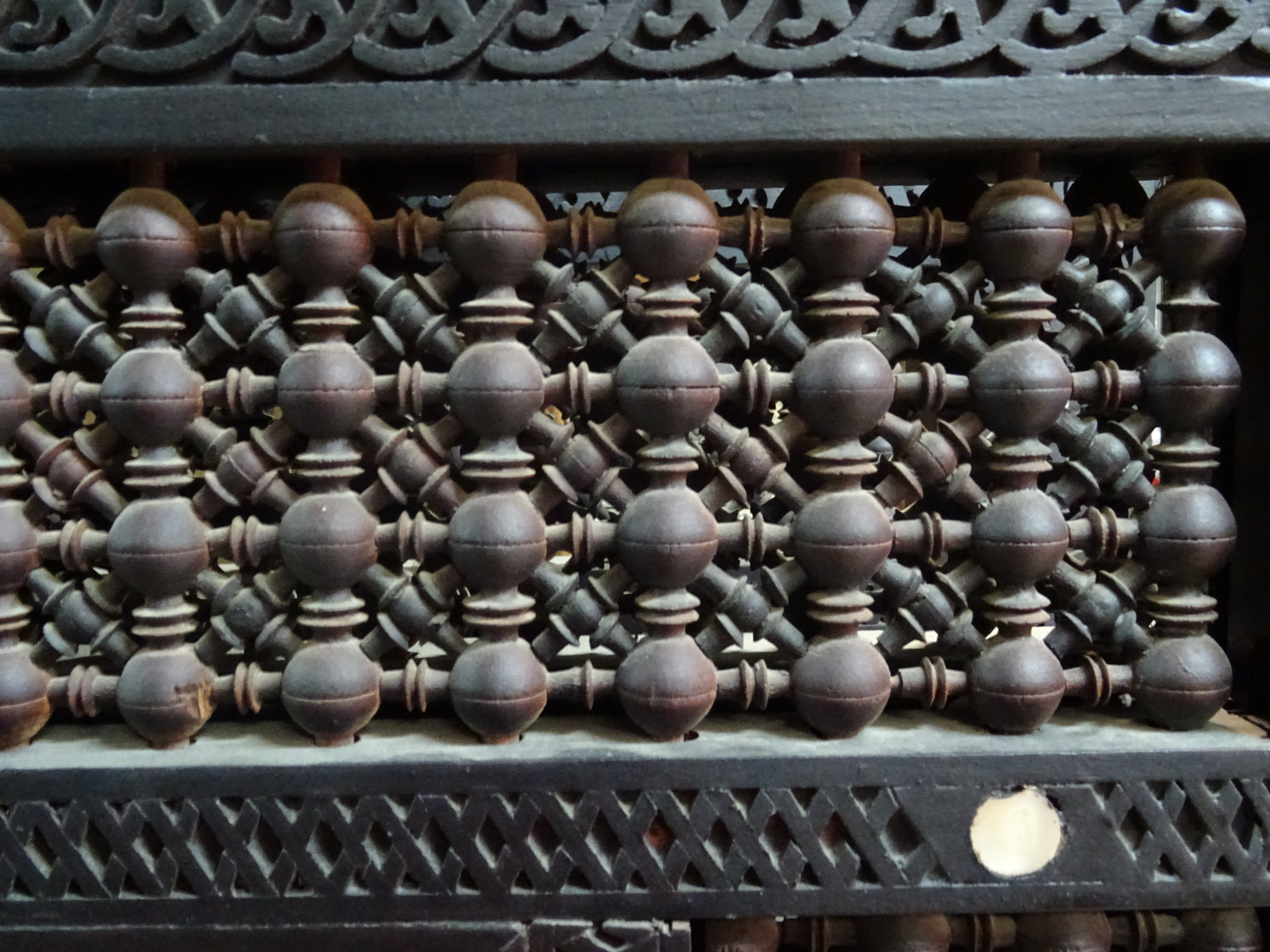
Patroon met diagonale staven
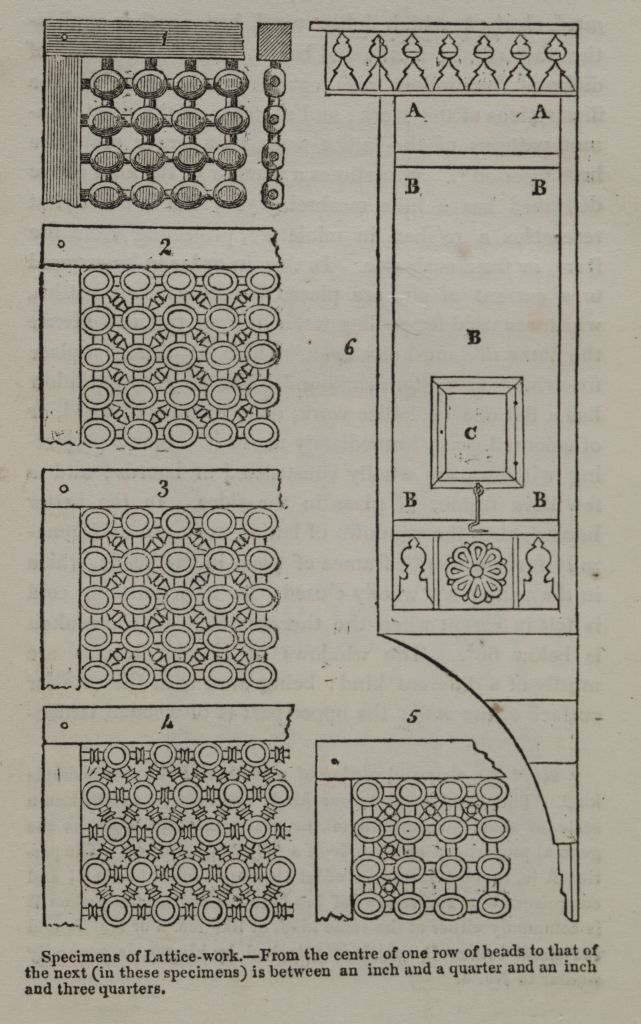
Vijf mashrabiya-patronen, tekening van Edward W. Lane (1836)
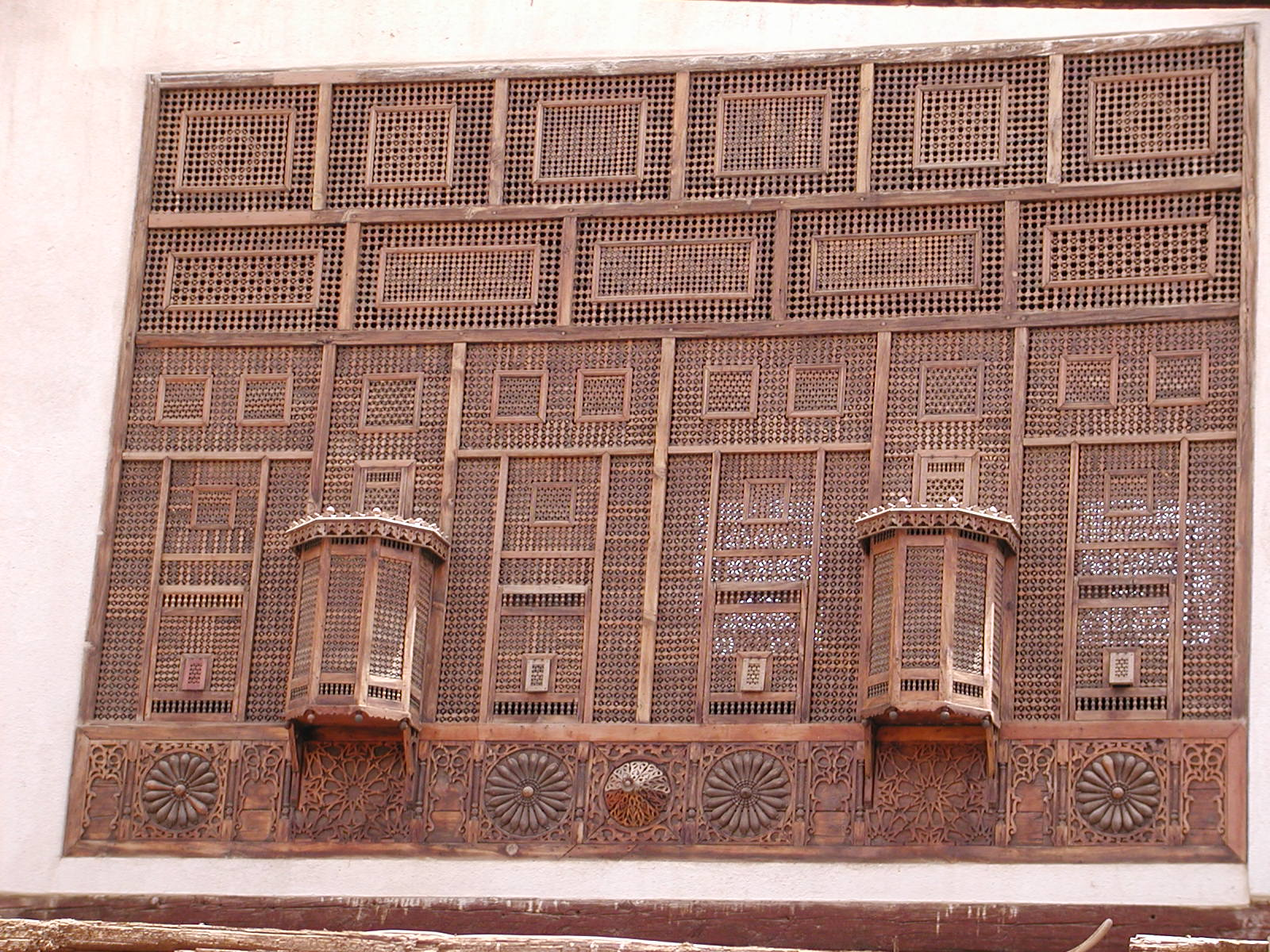
Mashrabiya in een paleis in Caïro, Egypte
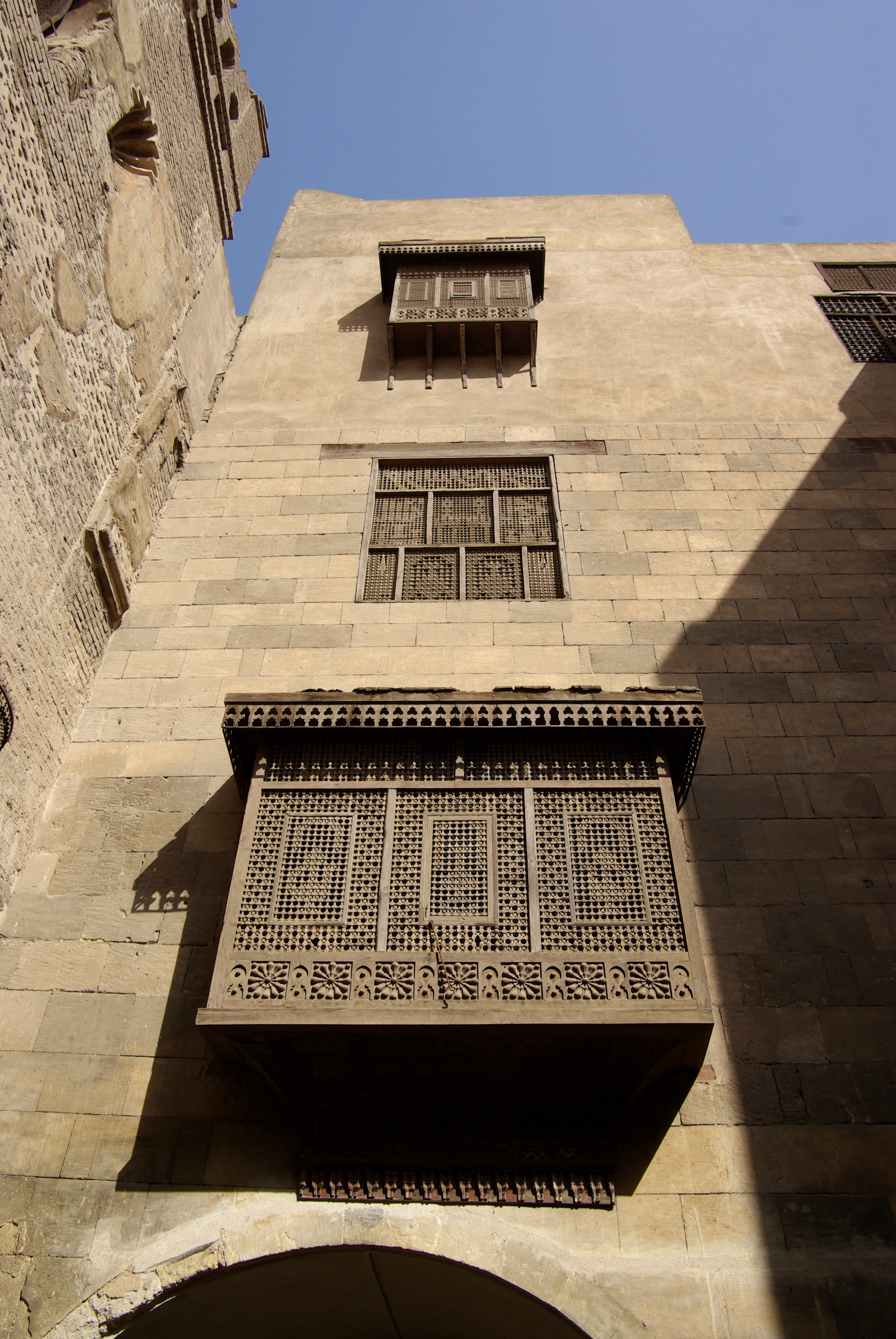
Erkers en een raam met mashrabiya in het Gayer-Anderson Museum in Caïro
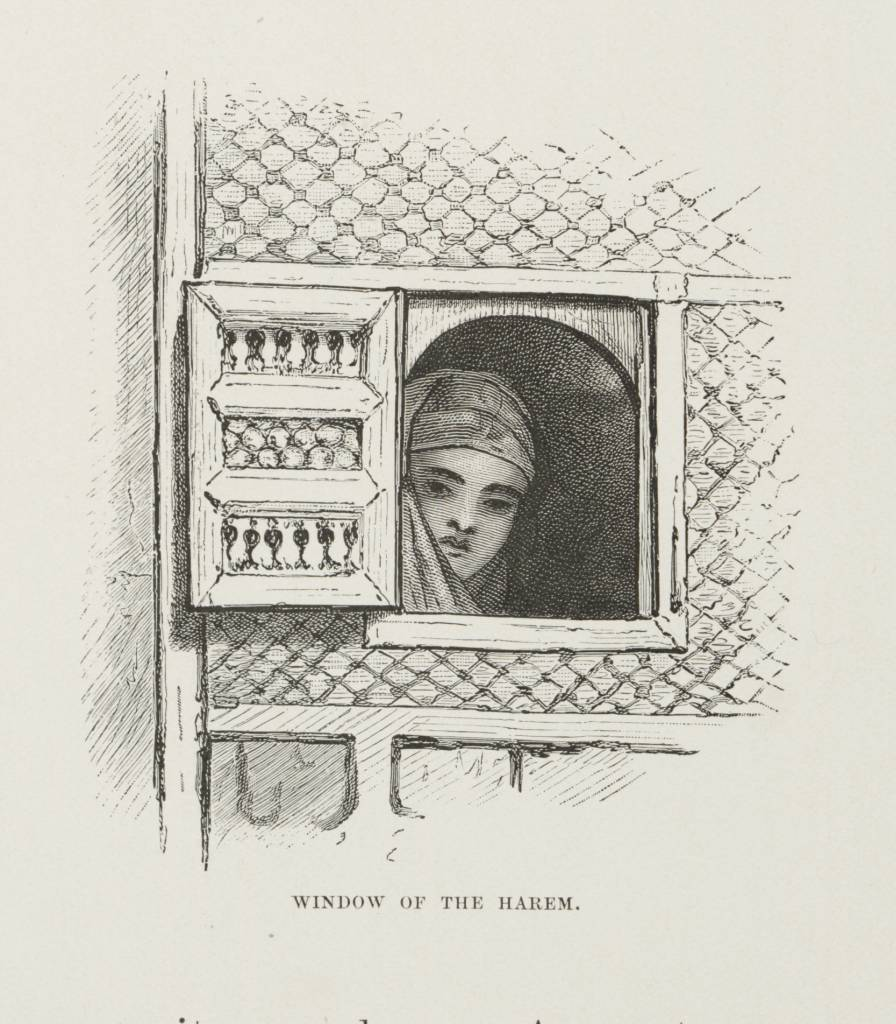
Doorkijkluikje in een mashrabiya-rooster (Egypte 1878)